# 芬妮的勇敢旅程
《芬妮的勇敢旅程》（法語：Le Voyage de Fanny）是一部由法國與比利時合作拍攝的二戰背景劇情片，由芬妮·班·艾米的自傳性小說《芬妮的旅程》改編而成。

## 劇情大綱
1943年，法國被納粹德國控制，12歲的芬妮和她的兩個妹妹喬琪特和艾莉卡被安置在克勒茲省一座猶太兒童的避難所。在避難所的消息敗露後，避難所的照顧者不得不把孩子們送到位於和義大利接壤的邊境默熱沃，讓他們受到福爾曼夫人的照顧。之後墨索里尼被捕，如果義大利人離開，德軍就會接管此處，因此福爾曼夫人打算把孩子們送到瑞士法語區，以確保他們安全。
孩子們分成兩組，第一組由戴維帶領，第二組由艾利帶領，而孩子們也都化名並被告知要宣稱自己是去夏令營。艾利帶著芬妮、喬琪特、艾莉卡、維克多、莫里斯、瑞秋、瑪麗、雅克和17歲的黛安偷偷搭上火車，但艾利害怕失敗，他丟下孩子們逃跑了。孩子們必須在芬妮的帶領下繼續旅程，同時必須逃離追捕他們的人。
芬妮和她的朋友們藏在貨運火車上，抵達阿訥馬斯後，他們繼續搭貨車前往目的地，但不久後被德軍攔下。德軍逐個盤問孩子，雖然孩子們都使用假名並宣稱自己要去夏令營，但還是被當成猶太人，並遭到軟禁。之後他們設法脫逃，並藏在樹上以躲過追捕，在穿越玉米田，大家又餓又渴，但還是只能往邊界前進，偶爾苦中作樂。他們之中有人吃了有毒的紅色莓果，芬妮不得已只好向外求援，並獲得農場主人的庇護，芬妮激勵大家，表示大家一定能平安跨越邊境。
孩子們即將跨越邊境，他們潛藏在樹林中躲避德國人的搜查，並成功穿越邊境的鐵絲網，抵達瑞士。兩名德國士兵瞄準揹著妹妹奔跑的芬妮，他們開了兩槍，但未能阻止芬妮奔向自由。電影結尾敘述了現實中的芬妮後來的遭遇。

## 獎項及榮譽
- 費城猶太影展觀眾票選最佳電影
- 漢堡影展最佳國際兒少電影
- 新竹兒童影展閉幕片

## 外部連結
- 官方网站
- 互联网电影数据库（IMDb）上《芬妮的勇敢旅程》的资料（英文）
- 芬妮的勇敢旅程 Le Voyage de Fanny - Yahoo!電影 （页面存档备份，存于）